# Capreolus capreolus
El corzo o corzo común (Capreolus capreolus) es una especie de mamífero artiodáctilo de la familia Cervidae. Es el cérvido más pequeño de Eurasia. Su área de distribución se extiende desde Europa occidental, donde está ausente en Irlanda, Baleares, Córcega, Cerdeña y Sicilia, Peloponeso y sur de Grecia, Creta, Chipre y el norte de Escandinavia, hasta el norte de China.

## Características

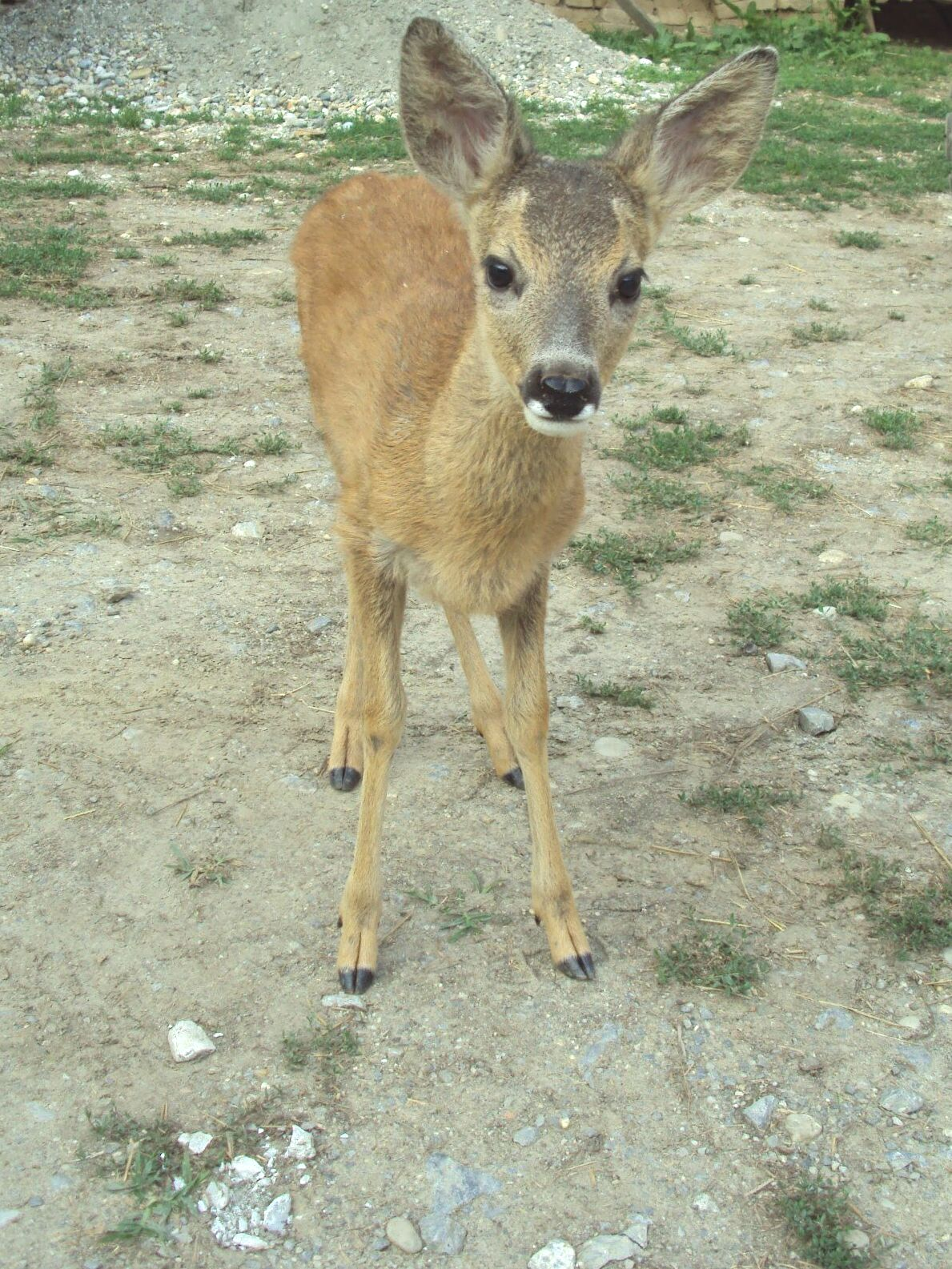
A la cría de corzo se la llama "corcino".

Su dieta consiste en el consumo de hojas de arbustos y árboles bajos, así como bayas y brotes tiernos. Es un animal más ramoneador que de pastos, aun cuando se adapta fácilmente a esta dieta donde falta la masa arbustiva.
En estado adulto el corzo tiene una altura en la cruz de unos setenta y cinco centímetros como máximo y un peso de entre veinte y treinta kilos. Los machos presentan cuernas pequeñas, de tres puntas, que mudan cada año a principios del invierno y se han terminado de desarrollar ya cuando comienza la primavera. Las poblaciones desplazadas desde centro y norte de Europa para repoblación cinegética son de mayor tamaño que las razas del sur de Europa. El pelaje es pardo-rojizo en ambos sexos durante el verano, volviéndose grisáceo en invierno, al tiempo que aparece una mancha blanca sobre la grupa. El vientre es de color más claro que la espalda. Los animales de origen meridional son más oscuros, teniendo un tono castaño achocolatado. Las crías, por el contrario, presentan un manto rojizo salpicado de numerosas motas blancas para aumentar su camuflaje con el entorno. Son característicos los gritos que emiten ambos sexos, similares a ladridos.

## Biología y ecología

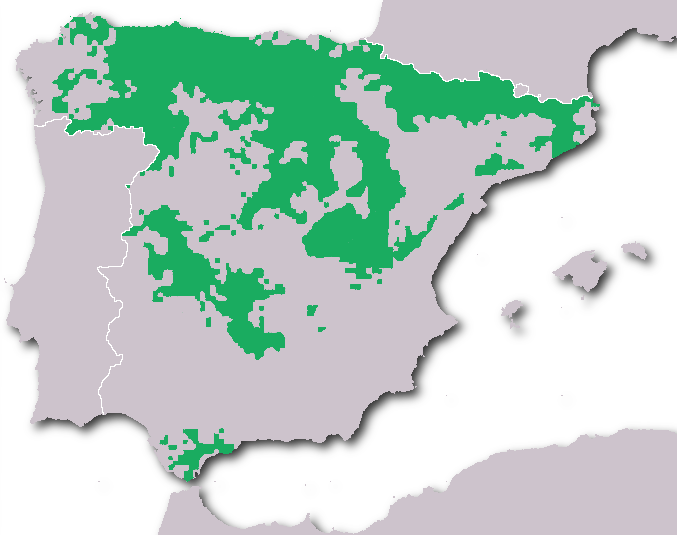
Mapa de distribución del corzo (Capreolus capreolus) en España.

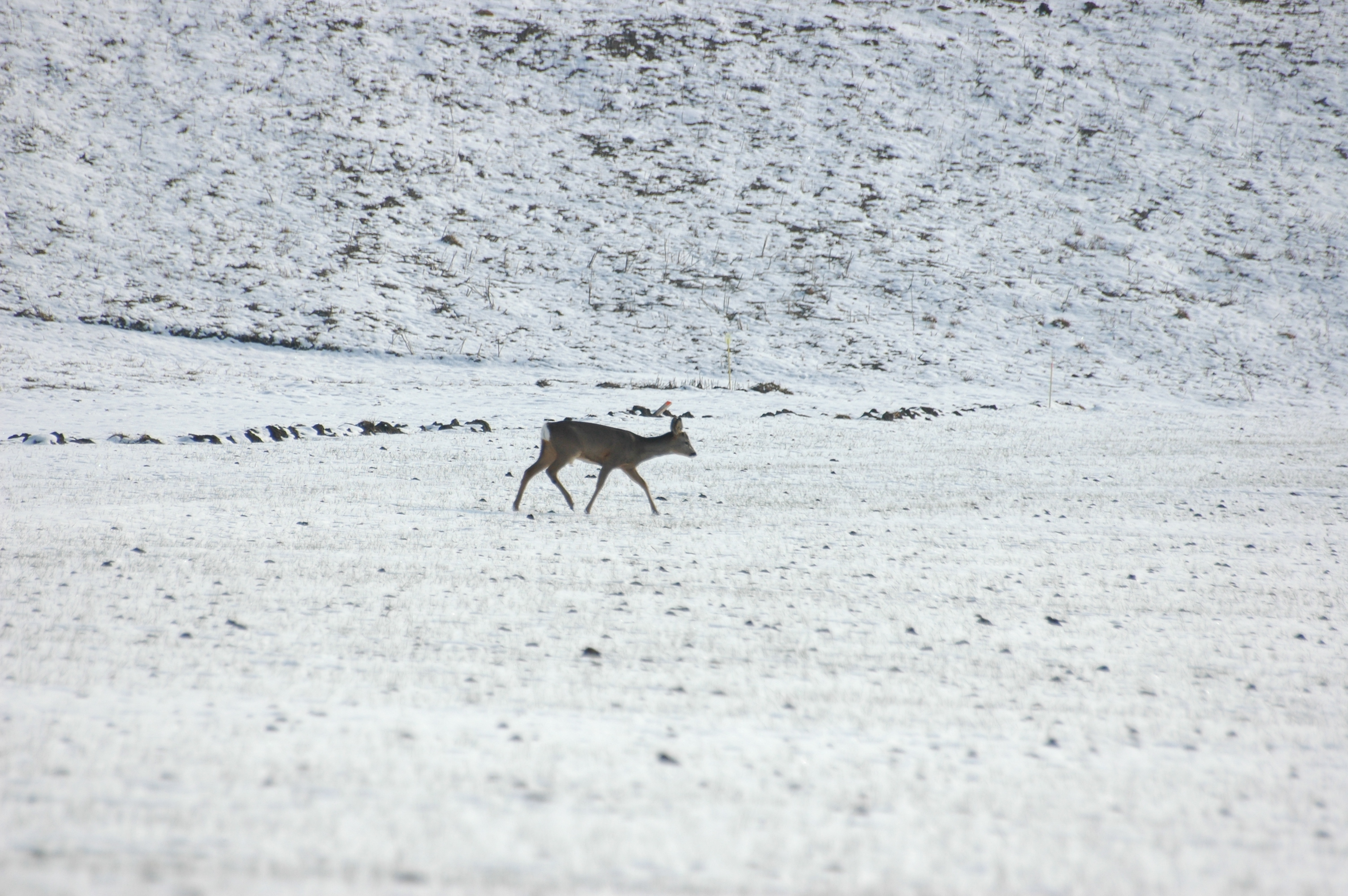
En un campo nevado.

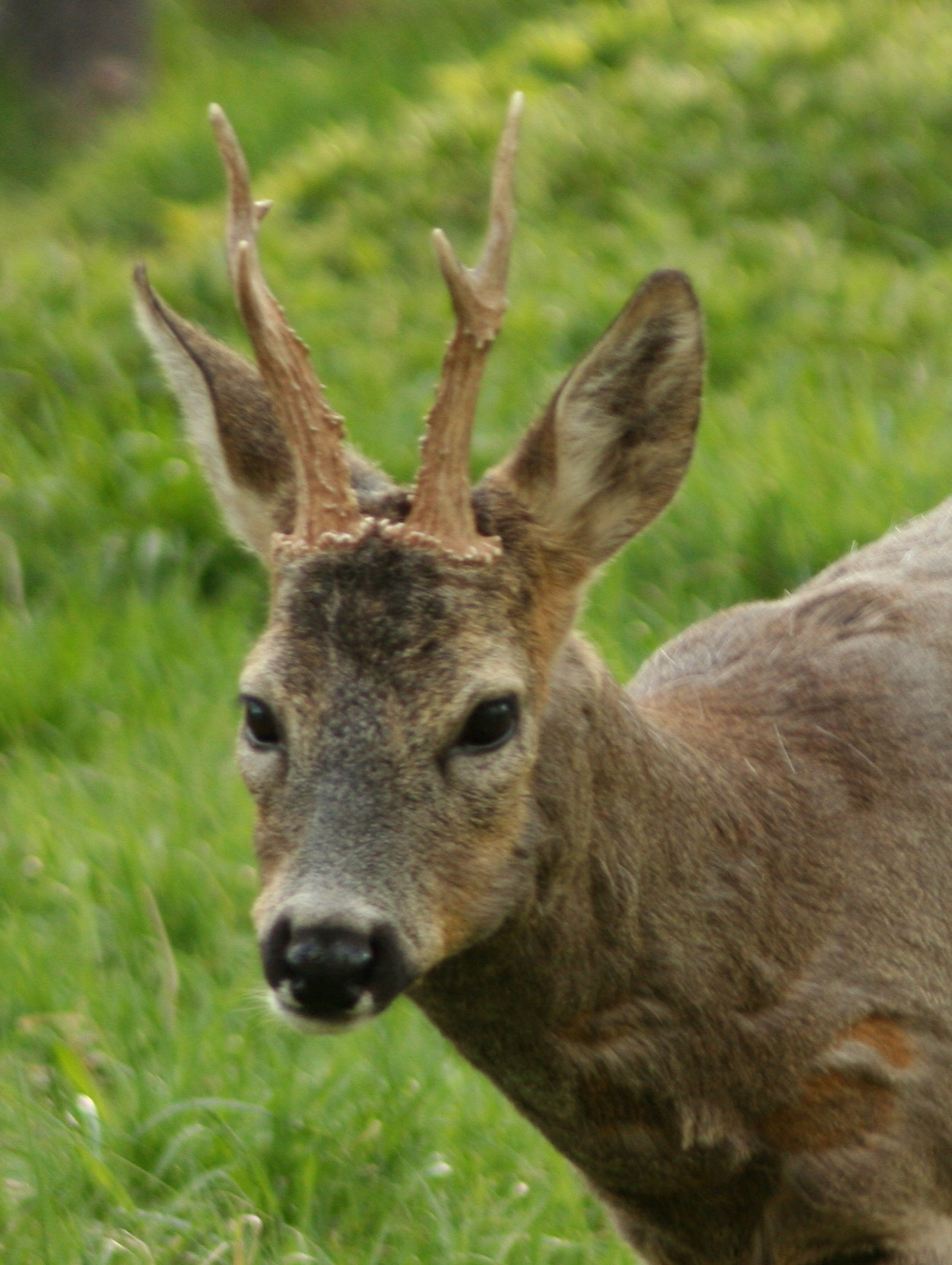
Cornamenta de un corzo macho.

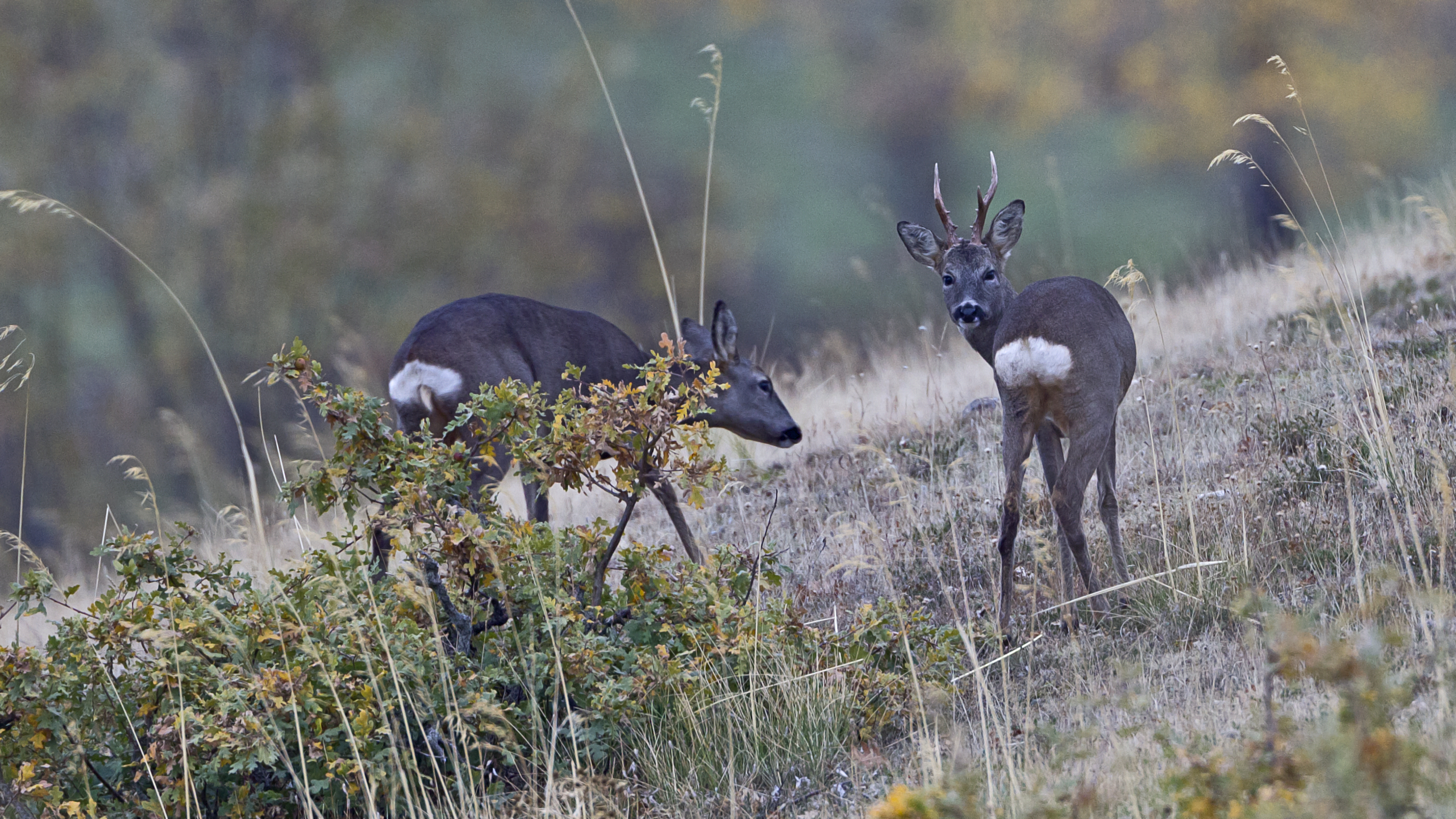
Macho y hembra, Segovia

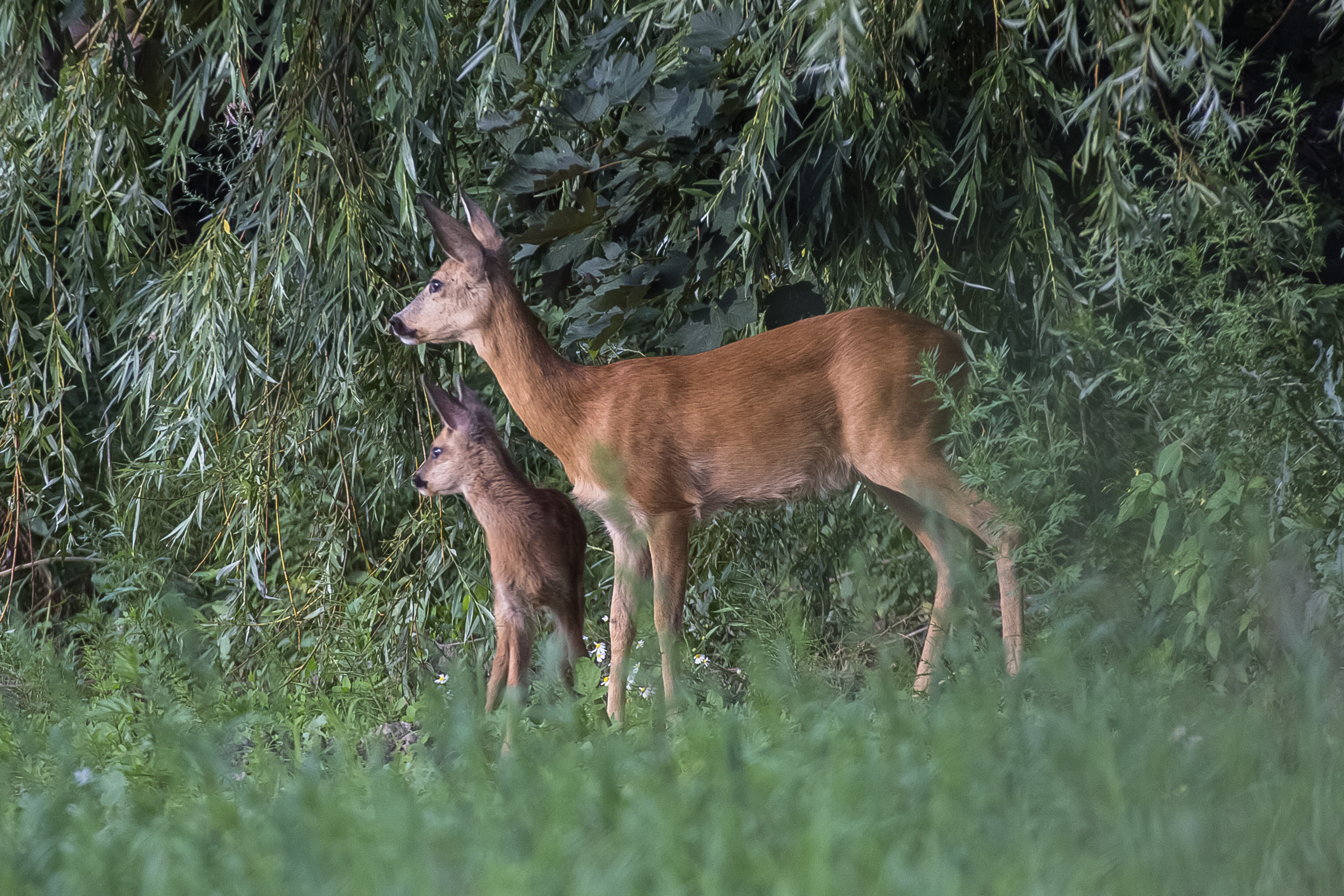
Madre y su cría.

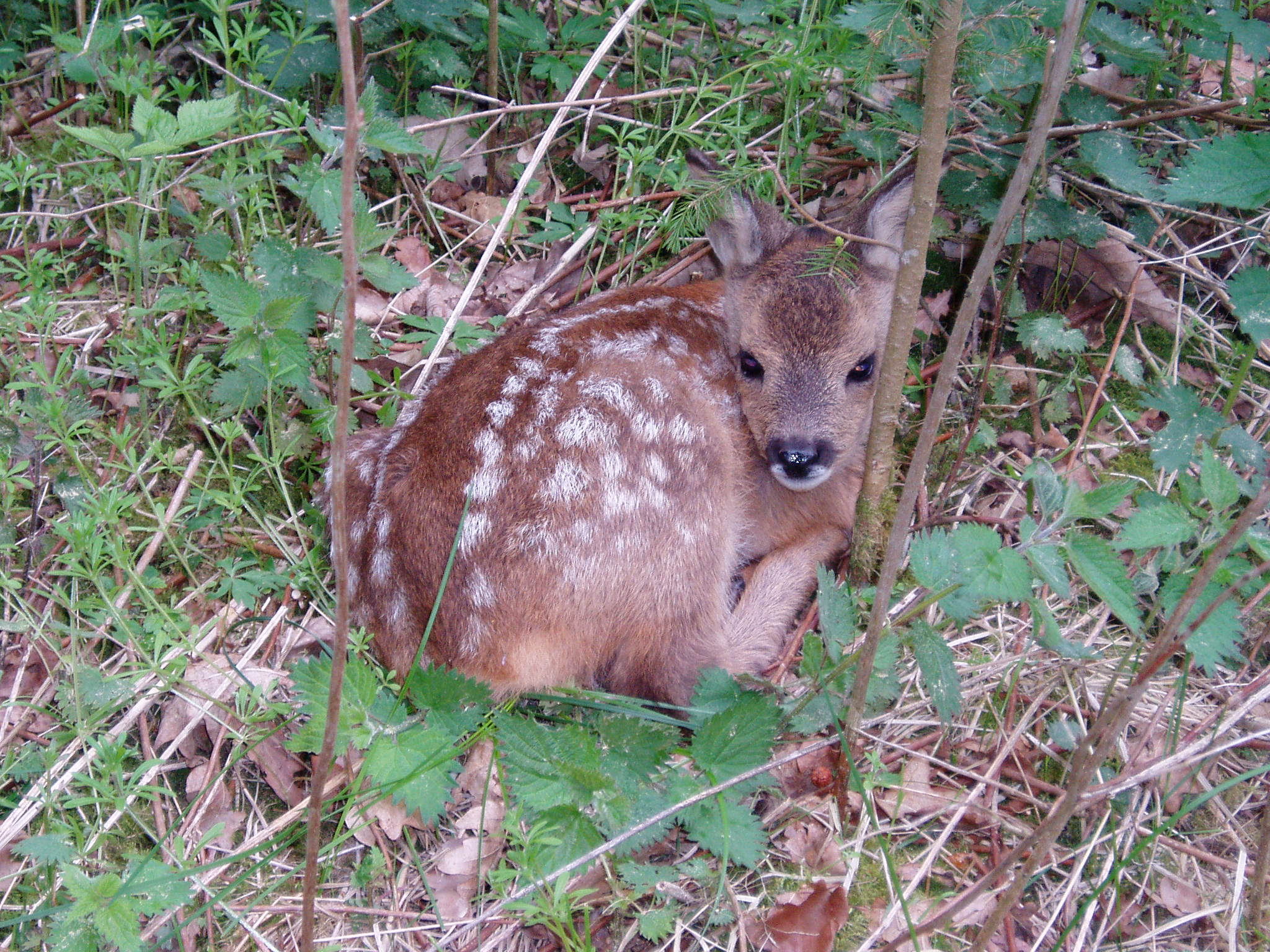
Una cría (corcino).

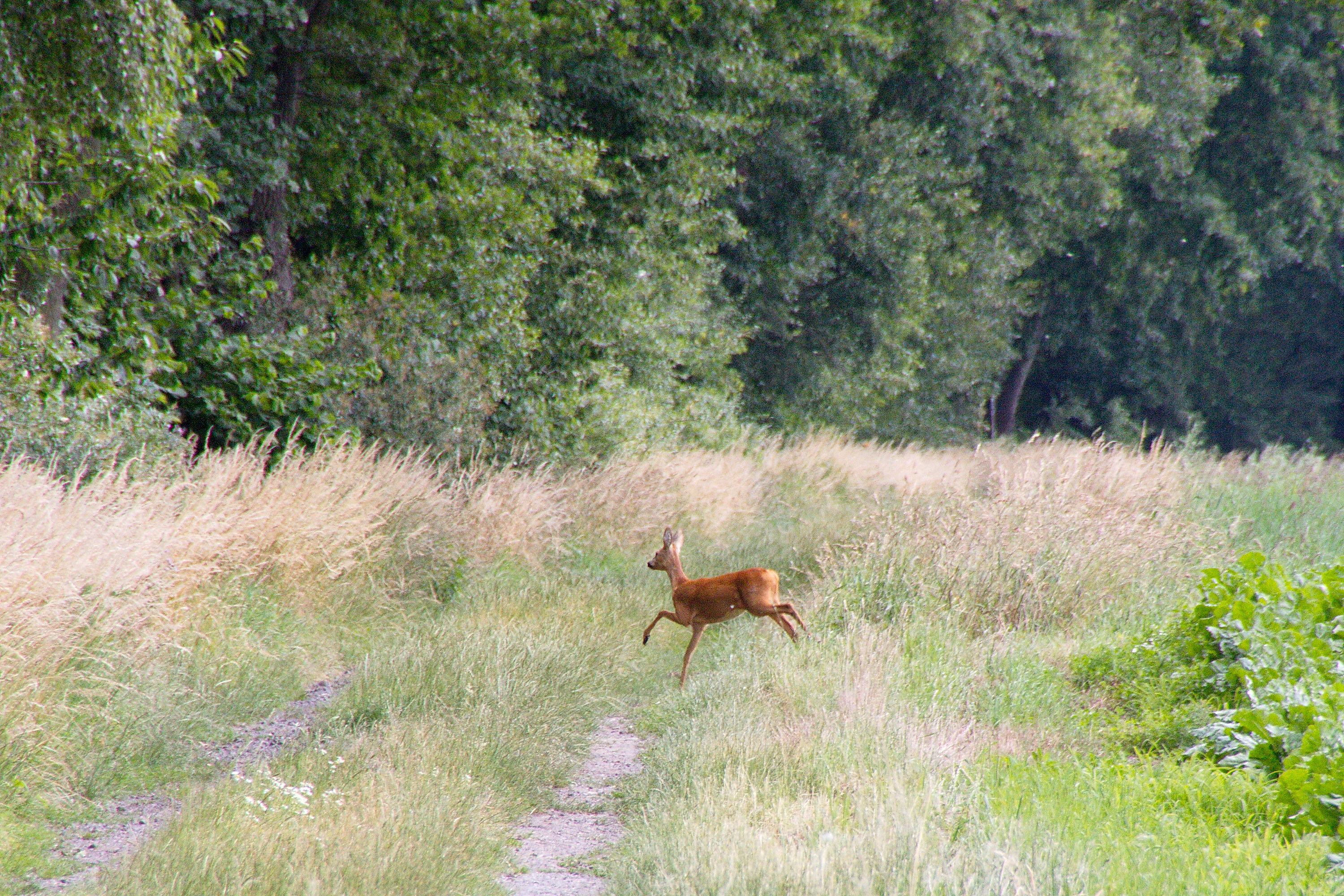
Atravesando el campo.

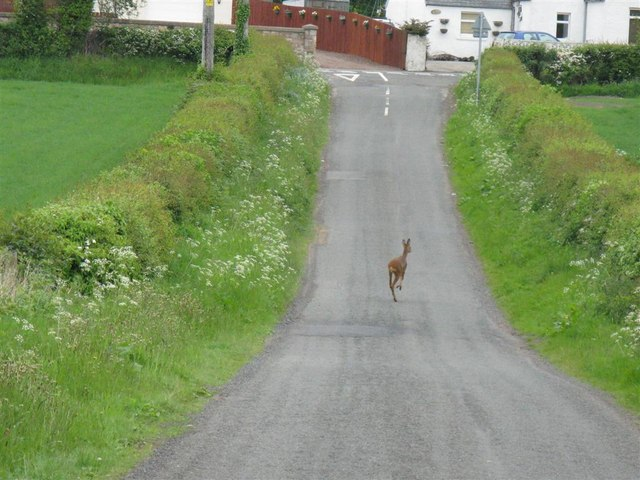
En ocasiones pueden acercarse a lugares habitados por el hombre.

El corzo es un animal tremendamente adaptativo, pudiendo vivir tanto en bosques cerrados, como en amplias praderas. Es una especie solitaria, a diferencia de la mayoría de cérvidos europeos, que son gregarios, con gran capacidad de adaptación, facilitada por la falta actual de predadores naturales, excepto el hombre. Habita gran variedad de latitudes y altitudes, tipos de hábitats por los que se distribuye y especies vegetales que consume. No rechaza habitar cerca de poblaciones donde se le puede ver en cementerios, parques suburbanos, carreteras y vertederos, acudiendo a comer y beber a establos, cultivos, abrevaderos, acequias, casas deshabitadas y otras construcciones humanas. Es por eso la especie más conocida de su área. 
Gracias a su enorme adaptabilidad puede ocupar todo tipo de medios forestales: caducifolios, mixtos y de coníferas, pero también se ha adaptado a bosques en etapas de degradación con condiciones más duras, como son matorrales o zonas adehesadas. 
Prefiere paisajes con un mosaico de bosques y tierras de cultivo, con estratos arbóreo, arbustivo y herbáceo, y por ello está bien adaptado a las zonas agrícolas modernas. 
En función de los recursos se da una mayor o menor densidad de población. De este modo a mayor abundancia, mayor densidad y viceversa. A pesar de esto, la densidad está condicionada por su expansión desde zonas donde ya está presente, ocupando las zonas más propicias y retirándose a zonas más inaccesibles y menos propicias para la actividad cinegética.
Actualmente en España la distribución del corzo sigue en expansión, apareciendo nuevas poblaciones donde hace pocos años no las había. El hecho está relacionado con el abandono de las actividades rurales, la despoblación de estas mismas zonas y la recuperación de la masa vegetal debida a la desaparición del uso de las mismas para producir carbón vegetal. Sus hábitos son crepusculares, es decir, es activo preferentemente al anochecer y al amanecer, cuando las temperaturas son más suaves, viéndosele rara vez durante el día, que suele pasar escondido entre la espesa vegetación o en lugares deshabitados.

## Distribución
El corzo presenta una distribución muy amplia en Europa, y sus poblaciones son muy abundantes en algunos países, además de haber experimentado un gran aumento en España, como consecuencia del abandono del medio rural y de unas prácticas cinegéticas más racionales.
En Gran Bretaña, donde la especie quedó reducida a las Tierras Altas, se ha producido una recolonización
de la mayor parte de los hábitats disponibles en la isla. En países con poca superficie boscosa como Dinamarca u Holanda la especie coloniza sin problemas prados, zonas pantanosas e incluso tierras agrícolas.
En Alemania es la especie de caza mayor más presente y fácil de observar, encontrándose incluso en grandes parques urbanos. Es ubicuo en todos los países centroeuropeos, donde es muy cazado, y si bien cause daños a la agricultura y la silvicultura, cumple un importante papel como fuente de alimento para depredadores como el lobo o el lince. 
En Escandinavia (Suecia,  principalmente) estos son más abundantes en zonas donde el corzo está presente, mientras que en Laponia, paradójicamente, al no existir corzos, los lobos y linces atacan a los renos domésticos por lo que son abatidos de forma sistemática por los lapones y ello impide que se establezcan poblaciones lobunas .
El corzo está presente en casi todos los países europeos, desde Calabria o Cádiz hasta cerca del círculo polar ártico en Suecia o Finlandia. Por el este se extiende hasta los Urales donde es sustituido por el corzo siberiano. 
En España está presente en todas las comunidades autónomas, excepto Canarias y Baleares, incluida Murcia.

## Comportamiento

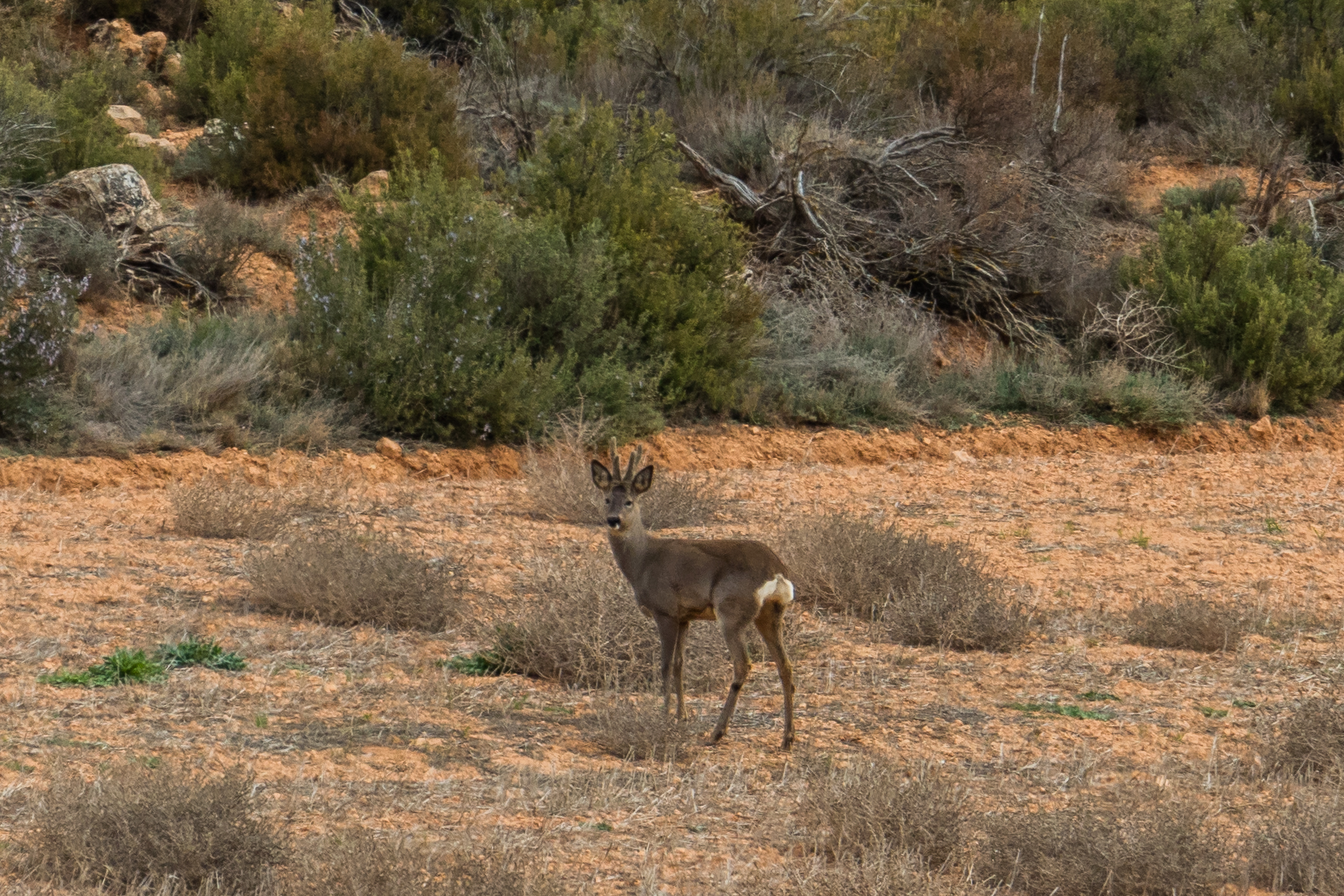
Ejemplar macho en las afueras de Santa María de Huerta, Soria.

Al final del otoño y durante el invierno los corzos son especialmente tolerantes unos con otros, siendo posible ver pequeños grupos en algunas de las áreas, donde el alimento es más abundante. Ello es debido a una estrategia de supervivencia invernal, porque así limitan el riesgo de verse sorprendidos por depredadores. También se pueden juntar a rebaños de ganado doméstico, como ovejas. Sin embargo a finales de febrero o marzo se van dispersando.
Las hembras viven con una o dos crías que hayan tenido ese año. Es normal que éstas pasen escondidas la mayor parte del tiempo y la hembra solo se acerque para amamantarlas, aunque siempre se mantenga vigilante en las inmediaciones. Algunas personas, al descubrir una cría en la espesura, la creen abandonada y se la llevan. Este es probablemente el mayor peligro que acecha al corzo, pues rara vez se adapta a la domesticación y muere a los pocos días.
Por su parte los machos pueden ser solitarios o vivir con una hembra y sus crías. En su ciclo anual se dan épocas en las que los machos son territoriales. La territorialidad es parte del comportamiento reproductivo. A principios de la primavera empiezan a delimitar sus territorios. Aunque los machos muestran comportamientos territoriales durante la primavera, existe una tolerancia entre sexos, solapándose sus territorios. Un buen territorio para un macho estará solapado con el de diversas hembras, de forma que pueda cubrir a varias a lo largo de la temporada de celo.
En la época de celo, a inicios del verano, se vuelven fuertemente territoriales y tratan de mantener a los otros machos lejos de su área de influencia en todo momento, al tiempo que tratan de atraer a las hembras para aparearse con ellas. Lejos de lo que pueda parecer, la agresividad del corzo frente a otros machos en el periodo de celo es brutal, pudiendo llegar a dar muerte a su rival. Los corzos presentan una cornamenta de tres puntas por asta, como formación normal, pero pueden darse casos de astas con más de tres puntas, o rectos, sin puntas; estos últimos son muy peligrosos para el resto de corzos. El corzo es uno de los pocos ungulados con implantación diferida, por lo que ésta no se da casi nunca en el momento del apareamiento, sino a veces incluso meses después. De todos modos, lo normal es que el alumbramiento de las crías (una sola en las madres primerizas, dos en los partos siguientes) se produzca en el mes de mayo.
El corzo es una especie cinegética en toda su distribución, siendo su caza una actividad muy frecuente sobre todo en Europa central y en España. En este último país abunda especialmente en la parte norte, siendo la provincia de Lugo en donde presenta una mayor densidad de población, aunque llega por el sur hasta el mar de Alborán. En la provincia de Cádiz está en regresión debido a la pérdida de arbolado.

## Subespecies
Al ocupar tan vastas regiones del Paleártico, existen numerosas formas locales. Solo en la península ibérica se han descrito tres subespecies: C. c. decorus, C. c. canus y C. c. garganta (Meunier, 1983) o corzo morisco, variedad andaluza de las provincias de Cádiz y Málaga que presenta ciertos rasgos propios, como la ausencia de babero blanco en el cuello, menor tamaño, dimorfismo sexual más acentuado y cráneos más cortos y anchos.